# روث (کالیفرنیا)
روث (به انگلیسی: Ruth) یک منطقهٔ مسکونی در ایالات متحده آمریکا است که در شهرستان ترینیتی، کالیفرنیا واقع شده‌است. روث ۱۰۴٫۹۴۸ کیلومتر مربع مساحت و ۱۹۵ نفر جمعیت دارد و ۸۹۳٫۹۹ متر بالاتر از سطح دریا واقع شده‌است.